# Жанаонір
Жанаоні́р (каз. Жаңаөңір) — село у складі Сиримського району Західноказахстанської області Казахстану. Входить до складу Алгабаського сільського округу.
Населення — 88 осіб (2021; 278 у 2009, 552 у 1999, 565 у 1989).